# Kazenga LuaLua
Kazenga LuaLua, född 10 december 1990 i Kinshasa, är en kongolesisk professionell fotbollsspelare som spelar för Charlton Athletic. Hans bror, Lomana, är också en berömd fotbollsspelare, tidigare i Newcastle.

## Karriär
Den 25 januari 2018 värvades LuaLua av Sunderland, där han skrev på ett kontrakt över säsongen 2017/2018. Den 26 september 2018 värvades LuaLua av Luton Town, där han skrev på ett kontrakt över säsongen 2018/2019. Efter säsongen lämnade LuaLua klubben då parterna inte kunde komma överens om ett nytt kontrakt. Redan den 22 juli 2019 återvände han dock till Luton Town.
Den 10 juli 2021 värvades LuaLua av turkiska TFF 1. Lig-klubben Gençlerbirliği, där han skrev på ett tvåårskontrakt. I juli 2022 värvades LuaLua av grekiska Levadiakos, där han skrev på ett tvåårskontrakt.
Den 15 mars 2024 återvände LuaLua till England och skrev på ett korttidskontrakt över resten av säsongen 2023/2024 med Charlton Athletic.